# Apetyt na seks
Apetyt na seks (ang. A Dirty Shame) – amerykański film komediowy z 2004 roku w reżyserii Johna Watersa.

## Opis fabuły
Amerykańskie przedmieścia. Mieszkańcy jednego z osiedli dzielą się na dwa obozy: purytańskich konserwatystów zwanych "bezpłciowcami" oraz grupy osób uzależnionych od seksu, którzy dla pierwszego szeregu są zdeprawowanymi dewiantami. Główną bohaterkę Sylvię Stickles, czterdziestoletnią ekspedientkę w miejscowym sklepie, poznajemy w drodze do pracy. Nagły wypadek − uderzenie w głowę − powoduje, że kobieta zaczyna odczuwać nieposkromiony popęd seksualny. Z czasem hiperseksualność zaczyna doskwierać innym okolicznym mieszkańcom. Winien wszystkiemu jest Ray-Ray Perkins, lokalny mechanik, samozwańczy "bożek seksu", który otwiera umysły kolejnych "bezpłciowców" na nieznany dotąd świat seksualnej rozkoszy.

## Obsada
- Tracey Ullman − Sylvia Stickles
- Johnny Knoxville − Ray-Ray Perkins
- Selma Blair − Caprice Stickles
- Chris Isaak − Vaughn Stickles
- Suzanne Shepherd − Duża Ethel Stickles
- Mink Stole − Marge
- Patty Hearst − Paige
- Jackie Hoffman − Dora
- Wesley Johnson − Frank
- Mary Vivian Pearce − bezkrytyczna eks-seksoholiczka
- John Waters − eks-seksoholik
- Ricki Lake − ona sama
- David Hasselhoff − on sam

### Informacje dot. obsady
- Występy Ricki Lake, Davida Hasselhoffa i Johna Watersa (reżysera) to role cameo.
- Mink Stole i Mary Vivian Pearce są aktorkami stale grającymi w filmach Watersa; pojawiły się w niemalże wszystkich jego obrazach.
- By wcielić się w postać dziewczyny o nad wyraz wielkich piersiach, na planie filmowym Selma Blair musiała być wyposażona w parę protez imitujących biust.

## Produkcja
Budżet filmu Apetyt na seks wyniósł piętnaście milionów dolarów. Zdjęcia powstawały w Baltimore w stanie Maryland (USA) począwszy od 24 września 2003 roku. Lokacje atelierowe obejmowały między innymi Harford Road − drogę stanową #147.
Casting przeprowadzili Kerry Barden i Pat Moran. Rolę Vaughna Sticklesa początkowo miał odegrać Paul Giamatti, lecz odrzucił ją na rzecz występu w Bezdrożach (2004) 	Alexandra Payne'a. John Waters chciał, aby w postać Sylvii Stickles wcieliła się Meryl Streep, lecz nigdy nie złożył aktorce konkretnej oferty, wychodząc z założenia, że spotka się z odmową.
Tematyka, aura wyuzdania i rozerotyzowania w filmie sklasyfikowały go jako kontrowersyjny. Od samego początku problemy sprawiało stowarzyszenie Motion Picture Association of America (MPAA), które zajęło się jego cenzurą. Według Watersa, w odpowiedzi na pytanie, co należałoby wyciąć z projektu, by uzyskać kategorię wiekową "R" (restricted; osoby poniżej siedemnastego roku życia mogą oglądać film jedynie z rodzicem lub pełnoletnim opiekunem), uzyskał on odpowiedź, że w pewnym momencie projekcji cenzorzy po prostu przestali notować swoje zastrzeżenia. Reżyser dowiedział się także, że do dystrybucji dopuszczonoby zaledwie dziesięć minut jego filmu, gdyby kierować się wyjściowymi zamierzeniami restryktorów.

## Festiwale filmowe
Film zaprezentowano podczas następujących festiwali filmowych:
- 2004: Kanada − Toronto International Film Festival
- 2005: Finlandia − Night Visions Film Festival
- 2005: Argentyna − Buenos Aires International Festival of Independent Cinema
- 2005: Portugalia − Lisbon Gay and Lesbian Film Festival

## Nagrody i wyróżnienia
- 2005, Golden Trailer Awards:
  - nagroda Golden Trailer w kategorii trashiest

## Box office
| Świat | US$ 1,914,166 |